# Neile Adams

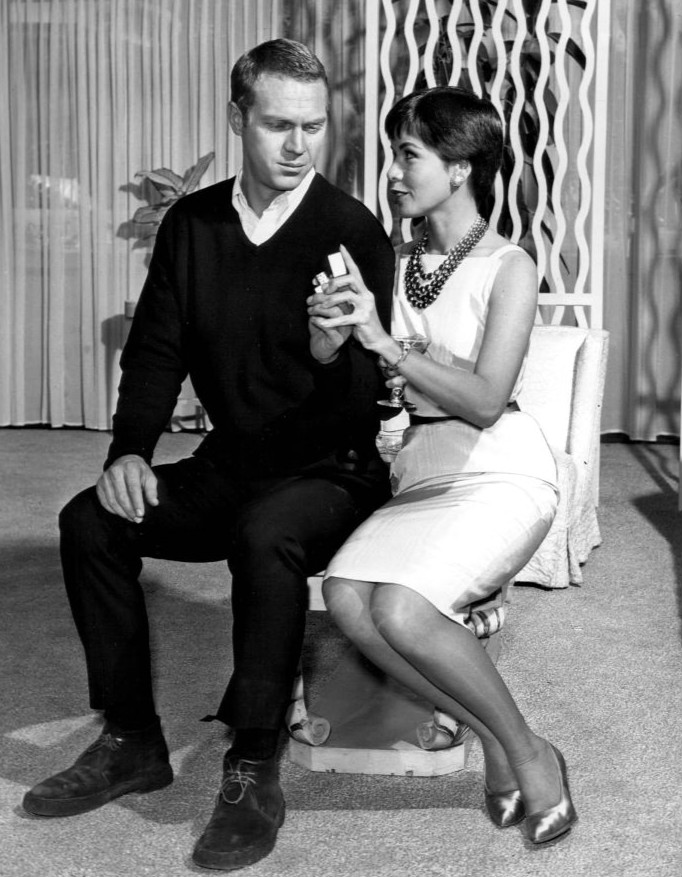
Adams y McQueen en 1960

Ruby Neilam "Neile" Adams Salvador Arrastia (Manila, 10 de julio de 1932) es una actriz, cantante y bailarina filipina, que ha participado como actriz en varias películas y series de televisión entre los años 1952 y 1991.

## Biografía
Nació el 10 de julio de 1932, en Manila, Filipinas. Su madre, Carmen Salvador y Sulse, era de ascendencia alemana, española y mestiza, y su padre, José Arrastia y Salgado, era de ascendencia española y filipina. Su madre era bailarina, hermana del actor y jugador de baloncesto Lou Salvador, padre de numerosos actores de cine filipinos. Su padre era un terrateniente español afincado en Filipinas, hijo de Valentín Arrastia y Roncal y de Francisca Salgado y Serrano, una indígena de la etnia kapampanga. Es tía por parte de madre de Isabel Preysler, madre del cantante español Enrique Iglesias.
El primer marido de Adams fue el actor Steve McQueen (entre 1956 y 1972), con quien tuvo una hija, Terry Leslie (1959-1998) y un hijo, Chadwick S. (1960-2024). La influencia de Neile Adams con sus agentes, ayudaron a McQueen en su carrera. Más tarde se casó con Alvin Toffel, director de campañas políticas y presidente del Norton Simon Museum; estuvieron casados hasta la muerte de Toffel en 2005.
El hijo de Adams es el actor Chad McQueen, su nieto es el actor Steven R. McQueen (hijo de Chad) y su nieta la también actriz Molly McQueen (hija de Terry).

## Carrera

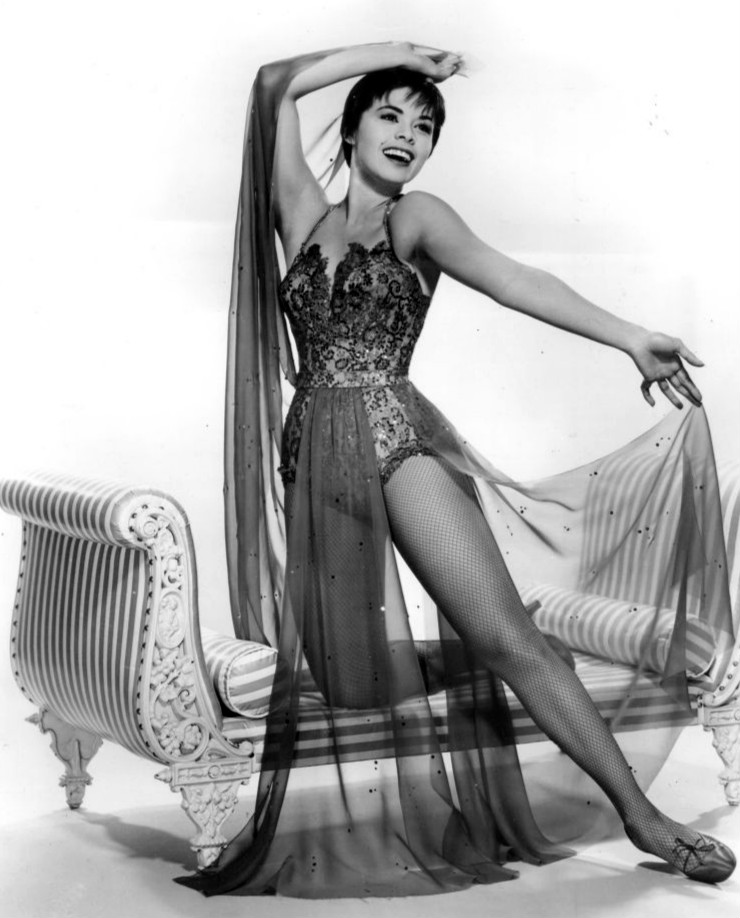
Fotografía publicitaria de Neile Adams del episodio Man From the South del programa Alfred Hitchcock Presents

En 1960, coprotagonizó junto a McQueen y Peter Lorre un episodio de la serie de televisión Alfred Hitchcock Presents, sobre un breve relato de Roald Dahl basado en la novela clásica Man from the South o El hombre del sur.
Recientemente, Adams ha presentado su propio show de cabaret, bajo su mismo nombre artístico.

## Año de nacimiento
Adams nació en 1932 (otras fuentes indicaban, de forma incorrecta, que habría nacido entre 1934 y 1936).